# Jatxou
Jatxou [ʒatsu] est une commune française située dans le département des Pyrénées-Atlantiques, en région Nouvelle-Aquitaine.
Le gentilé est Jatsuar.

## Géographie

### Localisation
La commune de Jatxou se trouve dans le département des Pyrénées-Atlantiques, en région Nouvelle-Aquitaine.
Elle se situe à 127 km par la route de Pau, préfecture du département, à 16 km de Bayonne, sous-préfecture, et à 6,5 km de Cambo-les-Bains, bureau centralisateur du canton de Baïgura et Mondarrain dont dépend la commune depuis 2015 pour les élections départementales.
La commune fait en outre partie du bassin de vie de Bayonne.
Les communes les plus proches sont :
Halsou (1,7 km), Larressore (2,2 km), Ustaritz (2,4 km), Cambo-les-Bains (4,1 km), Espelette (5,5 km), Villefranque (5,7 km), Souraïde (6,3 km), Itxassou (6,9 km).
Sur le plan historique et culturel, Jatxou fait partie de la province du Labourd, un des sept territoires composant le Pays basque,. Le Labourd est traversé par la vallée alluviale de la Nive et rassemble les plus beaux villages du Pays basque. Depuis 1999, l'Académie de la langue basque ou Euskalzaindia divise le territoire du Labourd en six zones,. La commune est dans la zone Lapurdi Erdialdea (Labourd-Centre), au centre de ce territoire.

### Paysages

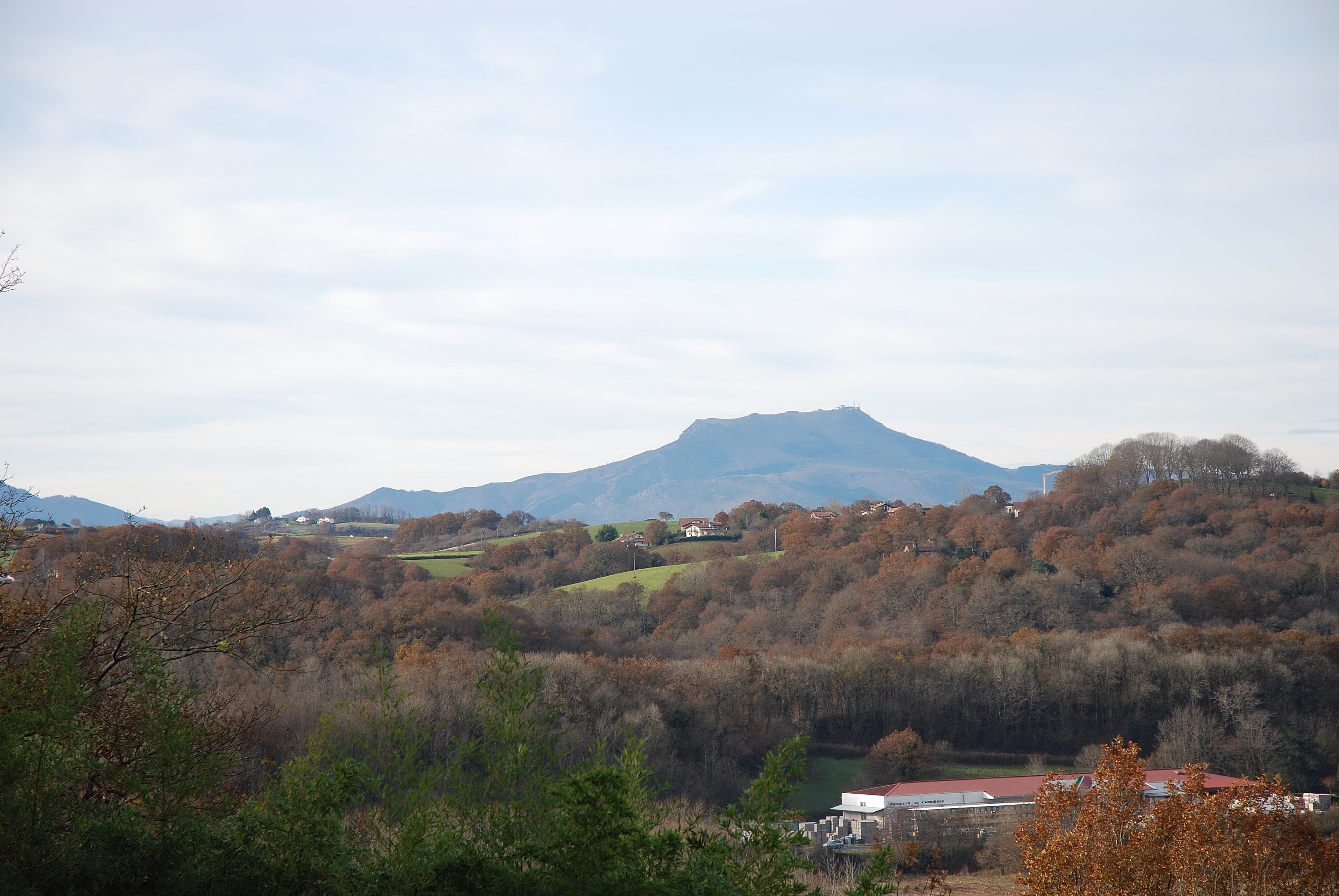
Vue sur la Rhune.

### Communes limitrophes
Les communes limitrophes sont Halsou, Hasparren, Larressore, Mouguerre, Ustaritz et Villefranque.
|            | Villefranque | Mouguerre |
| Ustaritz   | Jatxou       | Hasparren |
| Larressore | Halsou       |           |

### Hydrographie

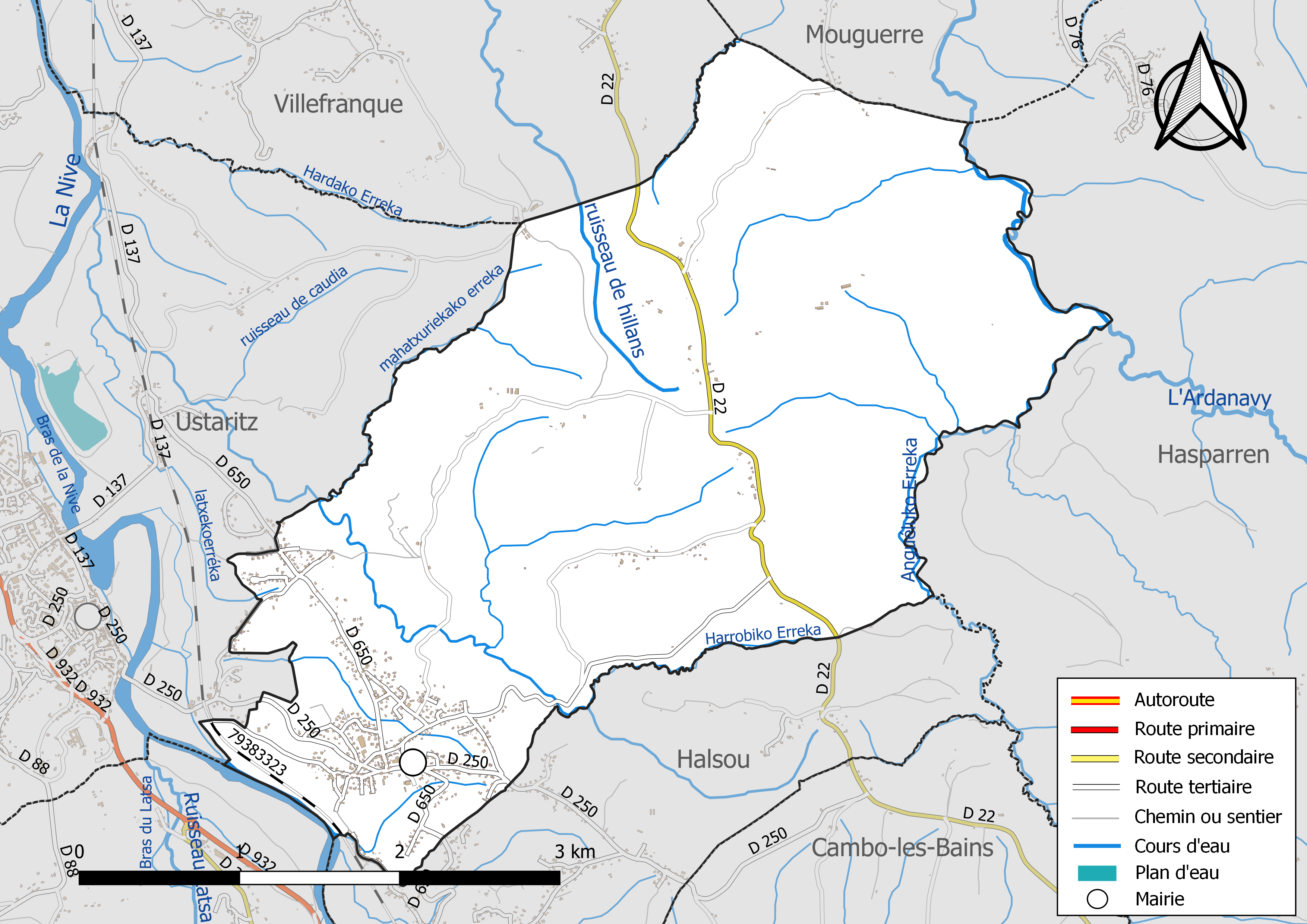
Réseaux hydrographique et routier de Jatxou.

La commune est drainée par la Nive, l'Ardanavy, l’Anguéluko erreka, le ruisseau Latsa, l’Harrobiko erreka, le Mahatxuriekako erreka, et par divers petits cours d'eau, constituant un réseau hydrographique de 22 km de longueur totale,.
La Nive, d'une longueur totale de 79,3 km, naît au pied du Mendi Zar (1 323 m), au-delà de la frontière espagnole, sous le nom de Harpeko erreka, et s'écoule du sud-est vers le nord-ouest. Elle traverse la commune et se jette dans l'Adour à Bayonne, après avoir traversé 20 communes.
L'Ardanavy, d'une longueur totale de 25,7 km, prend sa source dans la commune d'Hasparren et s'écoule du sud vers le nord. Il traverse la commune et se jette dans l'Adour à Urcuit, après avoir traversé 6 communes.

### Climat
Pour des articles plus généraux, voir Climat de la Nouvelle-Aquitaine et Climat des Pyrénées-Atlantiques.
Historiquement, la commune est exposée à un micro climat océanique basque.  
En 2020, Météo-France publie une typologie des climats de la France métropolitaine dans laquelle la commune est exposée à un climat de montagne et est dans la région climatique Pyrénées atlantiques, caractérisée par une pluviométrie élevée (>1 200 mm/an) en toutes saisons, des hivers très doux (7,5 °C en plaine) et des vents faibles.
Pour la période 1971-2000, la température annuelle moyenne est de 13,9 °C, avec une amplitude thermique annuelle de 12,7 °C. Le cumul annuel moyen de précipitations est de 1 355 mm, avec 13,1 jours de précipitations en janvier et 8,3 jours en juillet. Pour la période 1991-2020, la température moyenne annuelle observée sur la station météorologique la plus proche, située sur la commune d'Espelette à 6 km à vol d'oiseau, est de 14,6 °C et le cumul annuel moyen de précipitations est de 1 723,4 mm,. Pour l'avenir, les paramètres climatiques de la commune estimés pour 2050 selon différents scénarios d’émission de gaz à effet de serre sont consultables sur un site dédié publié par Météo-France en novembre 2022.

### Milieux naturels et biodiversité

#### Réseau Natura 2000
Le réseau Natura 2000 est un réseau écologique européen de sites naturels d'intérêt écologique élaboré à partir des Directives « Habitats » et « Oiseaux », constitué de zones spéciales de conservation (ZSC) et de zones de protection spéciale (ZPS).
Deux sites Natura 2000 ont été définis sur la commune au titre de la « directive Habitats », :
- « la Nive », d'une superficie de 9 473 ha, un des rares bassins versants à accueillir l'ensemble des espèces de poissons migrateurs du territoire français, excepté l'Esturgeon européen[25] ;
- « l'Ardanavy (cours d'eau) », d'une superficie de 626 ha, un cours d'eau des coteaux sud de l'Adour[26].

#### Zones naturelles d'intérêt écologique, faunistique et floristique
L’inventaire des zones naturelles d'intérêt écologique, faunistique et floristique (ZNIEFF) a pour objectif de réaliser une couverture des zones les plus intéressantes sur le plan écologique, essentiellement dans la perspective d’améliorer la connaissance du patrimoine naturel national et de fournir aux différents décideurs un outil d’aide à la prise en compte de l’environnement dans l’aménagement du territoire.
Quatre ZNIEFF de type 2 sont recensées sur la commune, :
- les « bois et landes de Faldaracon-Eguralde et d'Hasparren » (2 636,71 ha), couvrant 6 communes du département[28] ;
- le « réseau hydrographique des Nives » (3 596,23 ha), couvrant 33 communes du département[29] ;
- le « réseau hydrographique du gave de Pau et ses annexes hydrauliques » (3 000,84 ha), couvrant 71 communes dont 10 dans les Landes, 59 dans les Pyrénées-Atlantiques et 2 dans les Hautes-Pyrénées[30];
- le « réseau hydrographique et vallée de l'Ardanavy » (679,96 ha), couvrant 12 communes du département[31].

## Urbanisme

### Typologie
Au 1er janvier 2025, Jatxou est catégorisée bourg rural, selon la nouvelle grille communale de densité à sept niveaux définie par l'Insee en 2022.
Elle appartient à l'unité urbaine de Bayonne (partie française), une agglomération internationale regroupant 28  communes, dont elle est une commune de la banlieue,,. Par ailleurs la commune fait partie de l'aire d'attraction de Bayonne (partie française), dont elle est une commune de la couronne,. Cette aire, qui regroupe 56 communes, est catégorisée dans les aires de 200 000 à moins de 700 000 habitants,.

### Occupation des sols

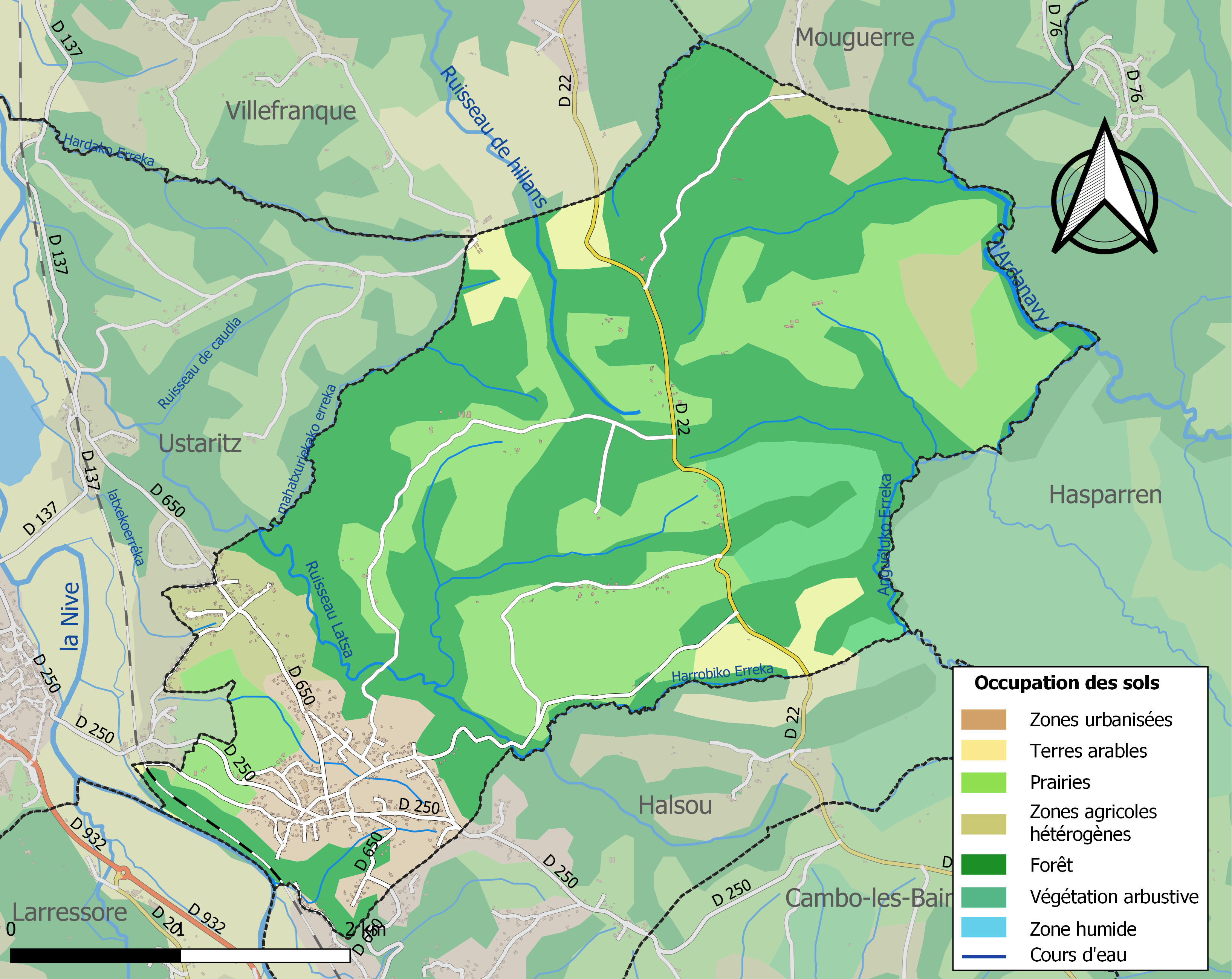
Carte des infrastructures et de l'occupation des sols de la commune en 2018 (CLC).

L'occupation des sols de la commune, telle qu'elle ressort de la base de données européenne d’occupation biophysique des sols Corine Land Cover (CLC), est marquée par l'importance des forêts et milieux semi-naturels (53,7 % en 2018), en diminution par rapport à 1990 (56,1 %). La répartition détaillée en 2018 est la suivante :
forêts (49,7 %), prairies (29,1 %), zones urbanisées (7,1 %), zones agricoles hétérogènes (6,4 %), milieux à végétation arbustive et/ou herbacée (4 %), terres arables (3,6 %). L'évolution de l’occupation des sols de la commune et de ses infrastructures peut être observée sur les différentes représentations cartographiques du territoire : la carte de Cassini (XVIIIe siècle), la carte d'état-major (1820-1866) et les cartes ou photos aériennes de l'IGN pour la période actuelle (1950 à aujourd'hui).

### Lieux-dits et hameaux
Sur le cadastre napoléonien de 1811, la commune est divisée en sept sections :
- Karrikakiztalia ;
- la Chapelle ;
- Hormintoa ;
- Larrea ;
- Inbidia ;
- le Bois ;
- Oihana.

En 2012, le Géoportail recense les lieux-dits suivants :
- Ameztiusu ;
- Barrikasilo ;
- Bellevue ;
- la Bergerie ;
- Bergerie Pascoénéa ;
- Bois de Faldaracon ;
- Bordaberria ;
- Burua ;
- Campagna ;
- Casenaukoborda ;
- les Cerisiers ;
- Chapelle Saint-Sauveur ;
- Charamela ;
- Chobadoénéa ;
- Curutzaldéa ;
- Eliza ;
- Etchehassia ;
- Haritchabalak ;
- Harretchéa ;
- Hérauko Paréta ;
- Iguzkian ;
- Kargaléku ;
- Karrikiztala ;
- Kartchabeita ;
- Katalico Borda ;
- Kompeyro Borda ;
- Kuluhortéguia ;
- Larréa ;
- Larreluxea ;
- la Luciole ;
- Lurminthoa ;
- Mahatchuriéta ;
- Martinoénéa ;
- Morroïnéa ;
- Ohiliaénéa ;
- Piarresénéa ;
- Pildanaga ;
- la Place ;
- Portuberria ;
- Sarbouriéta ;
- Ségura ;
- Ségurakoborda ;
- Senduraénéa ;
- Sorho ;
- Sortha ;
- Zahizuria ;
- Zahizuriko Borda.

### Habitat

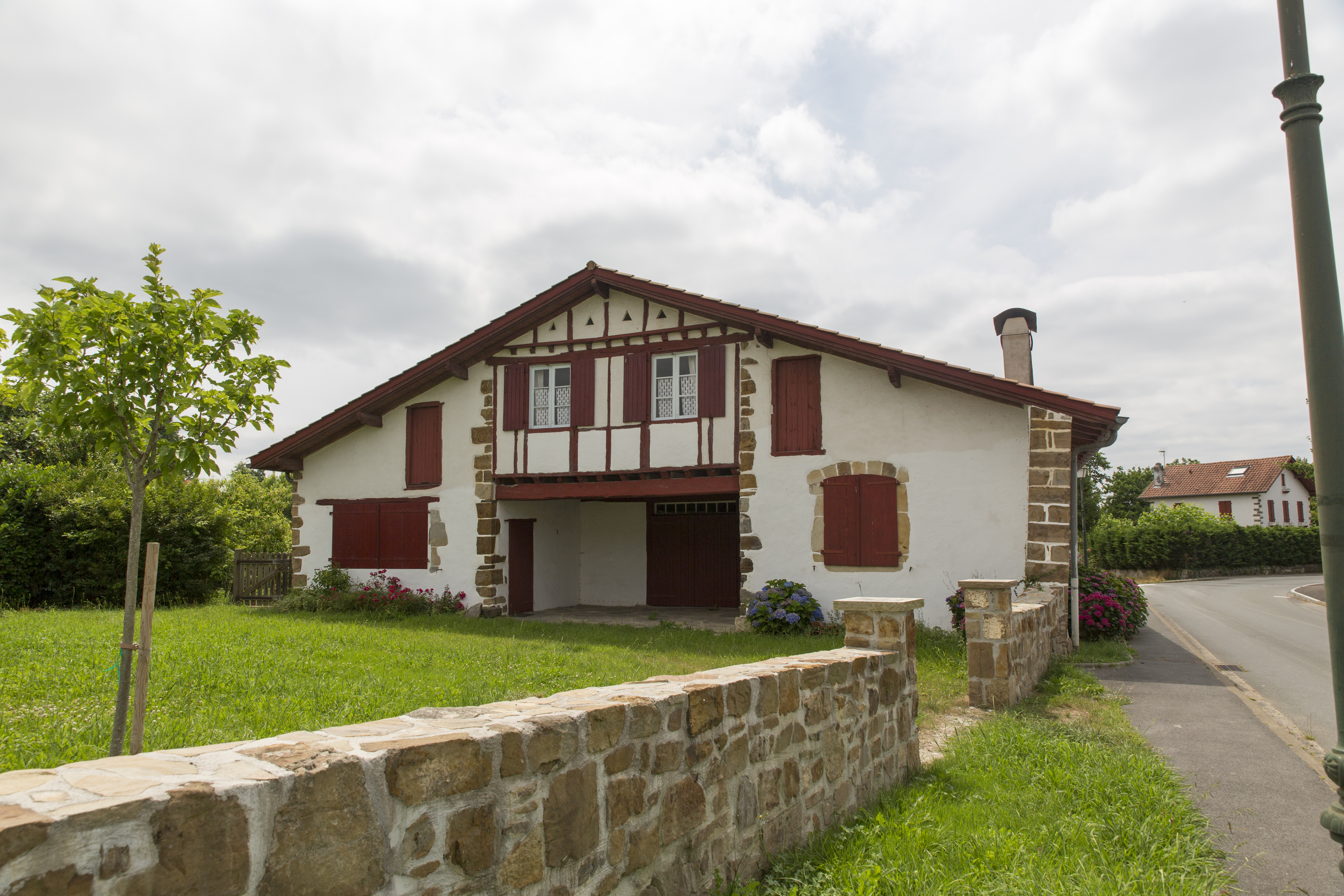
Ferme labourdine.
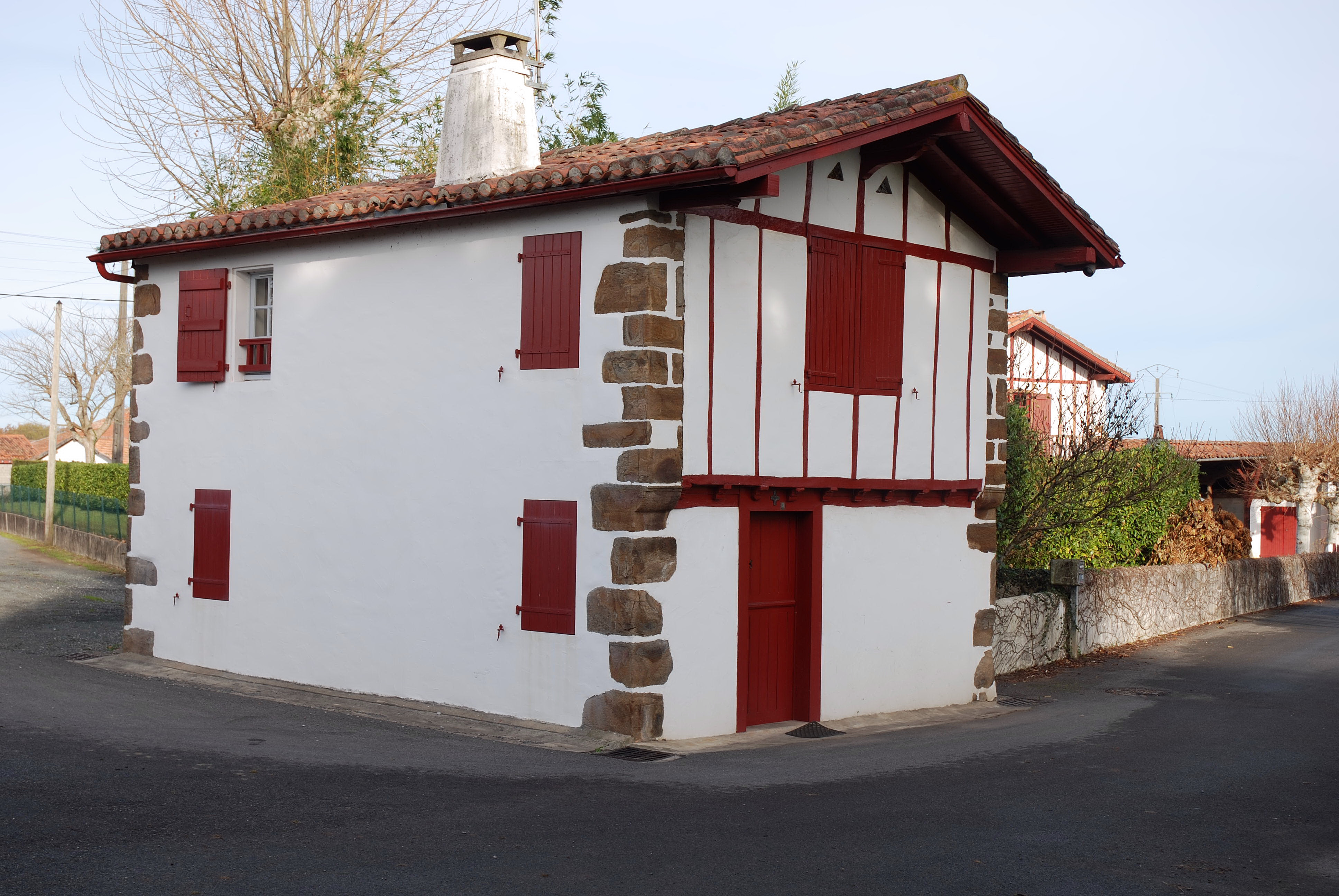
La benoîterie[37].
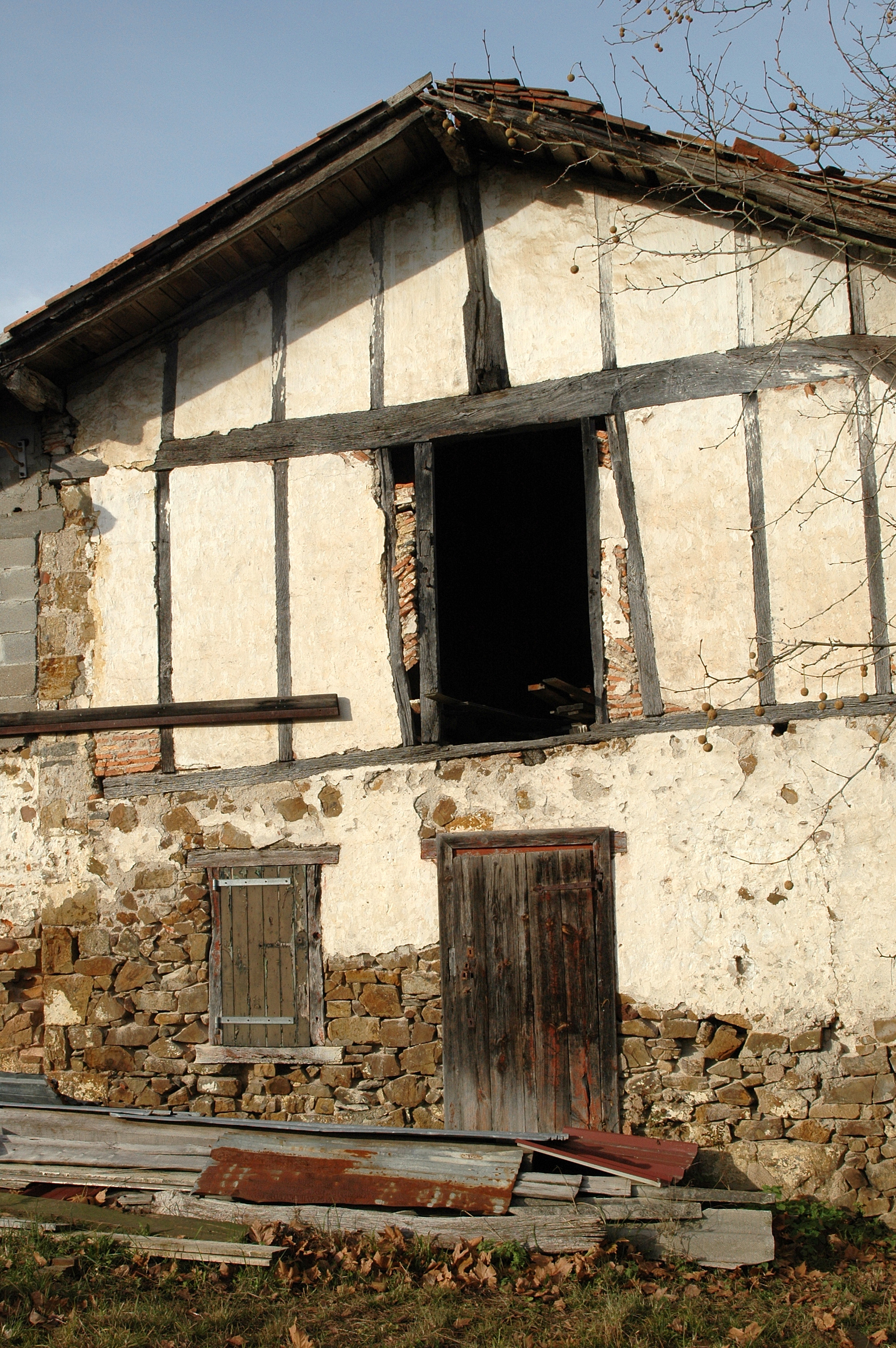
Vieille ferme.

### Voies de communication et transports

#### Routes
Jatxou est desservie par les routes départementales D 22, D 650 et D 932.

#### Réseau ferré
La gare de Jatxou est située sur la ligne Bayonne - Saint-Jean-Pied-de-Port.

#### Sentiers de randonnée
En collaboration avec les communes voisines, Jatxou a développé un réseau de chemins de randonnées. L'un d'entre eux est emprunté par les pèlerins de Saint-Jacques-de-Compostelle.

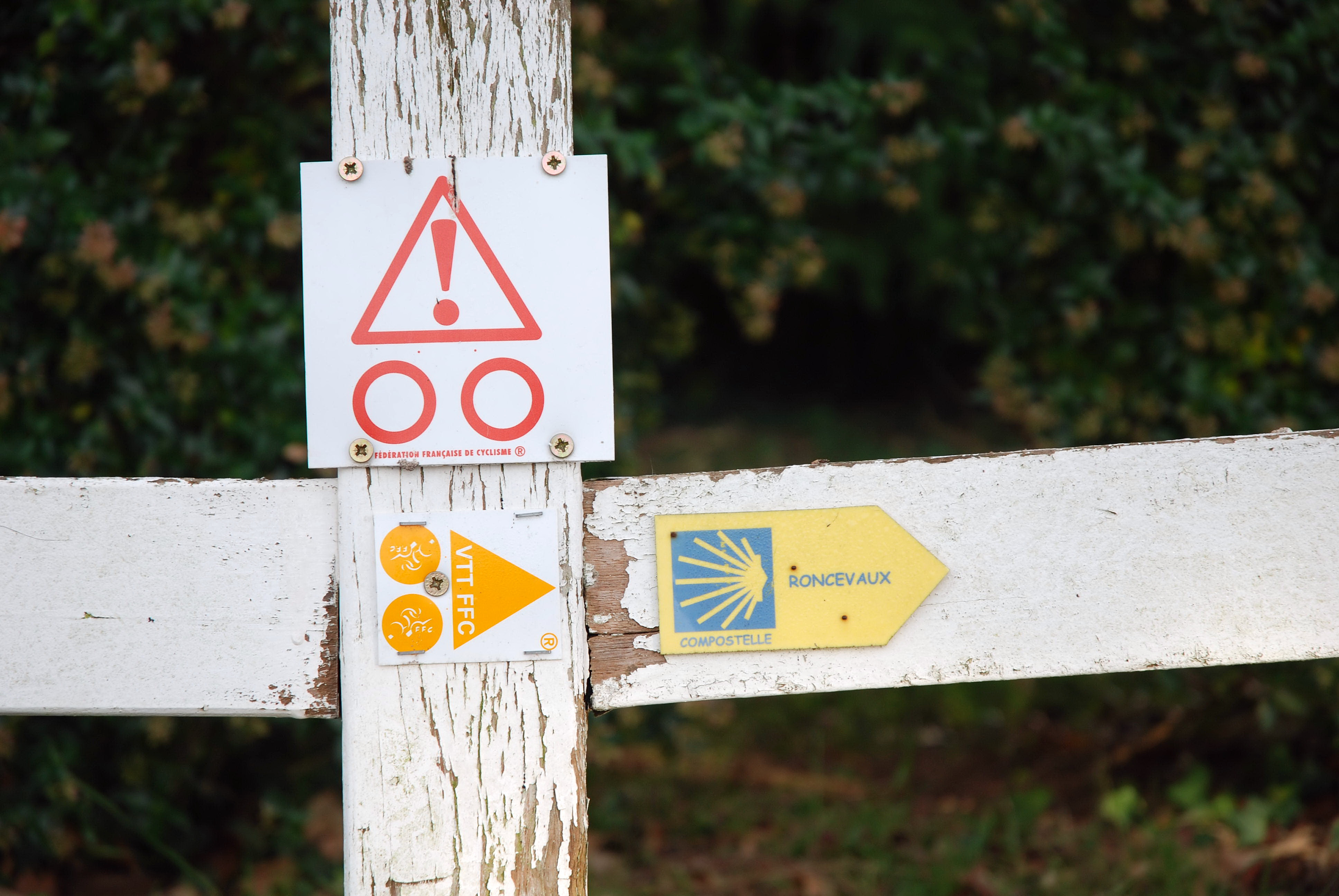
Jatxou, à la croisée des chemins.
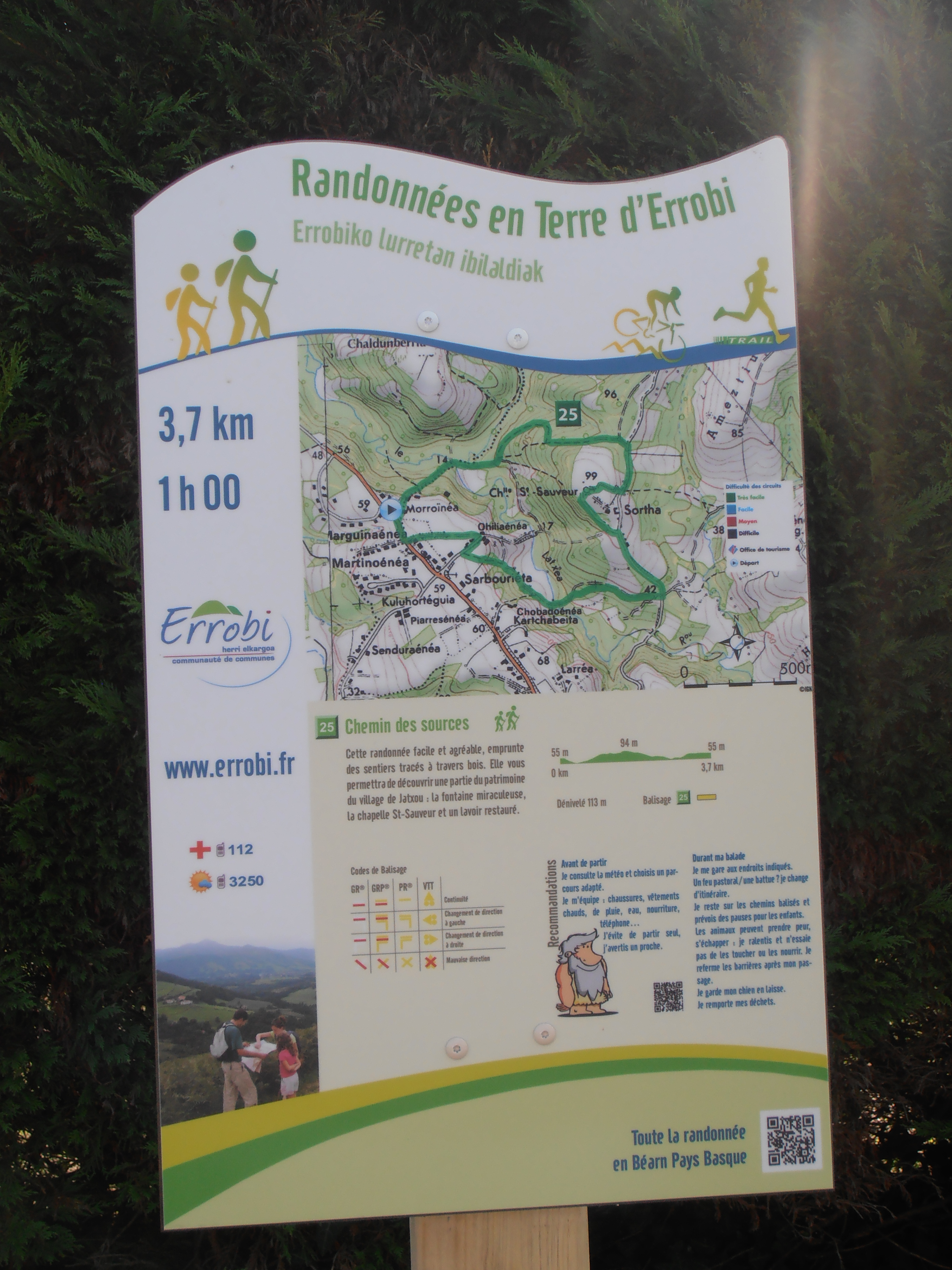
Randonnées en Terre d’Errobi.
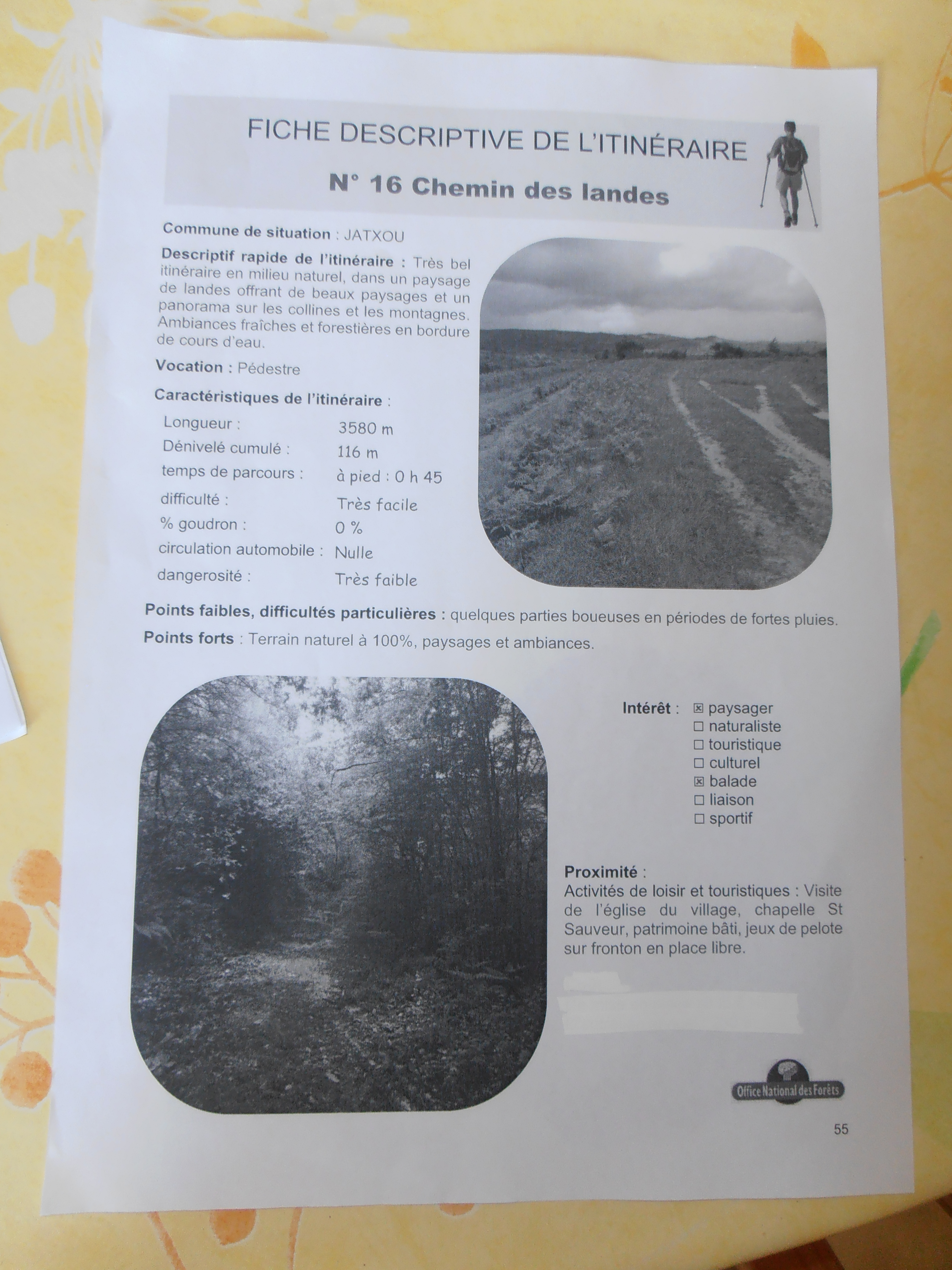
Itinéraire chemin des landes.
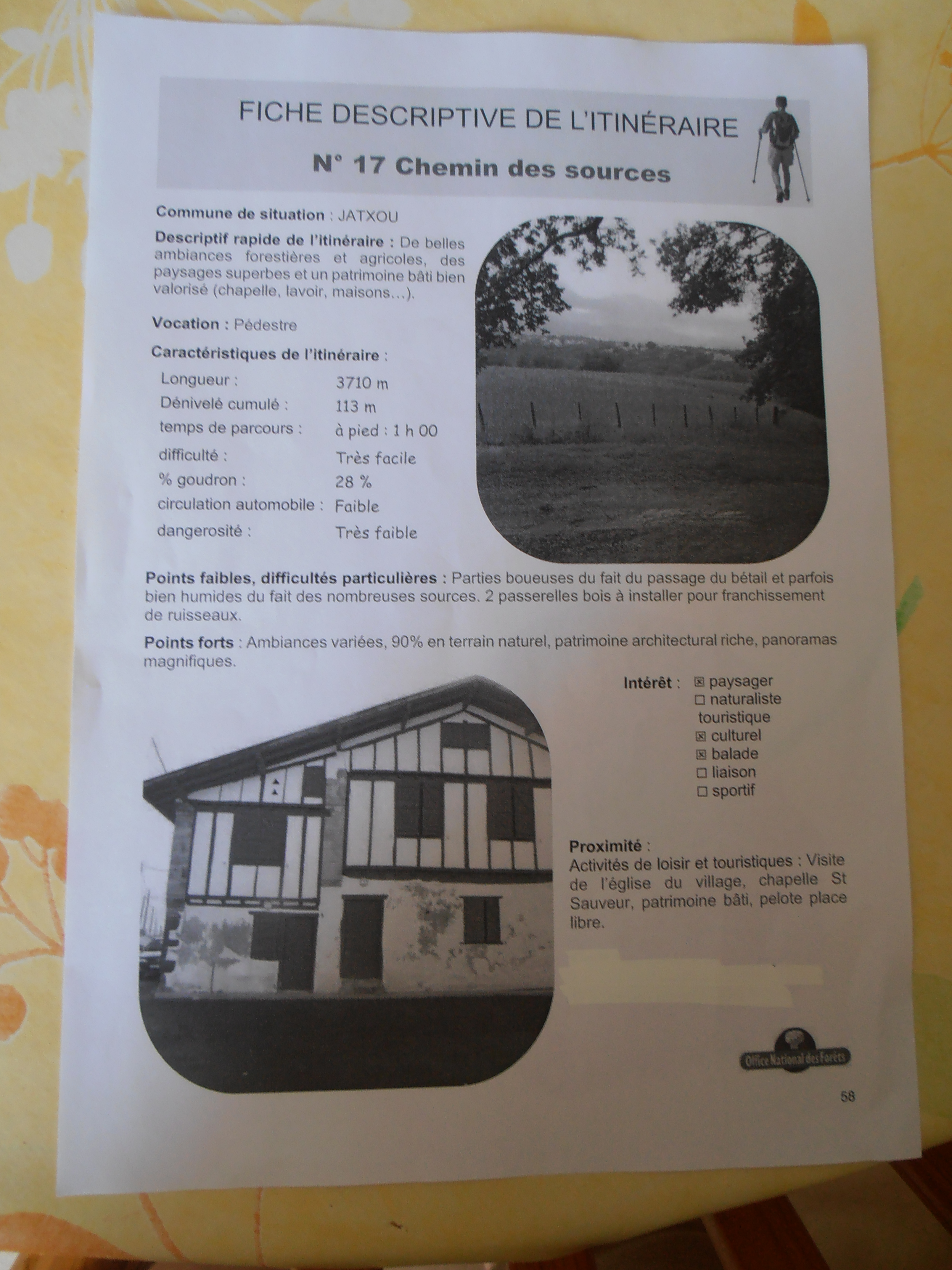
Itinéraire chemin des sources.

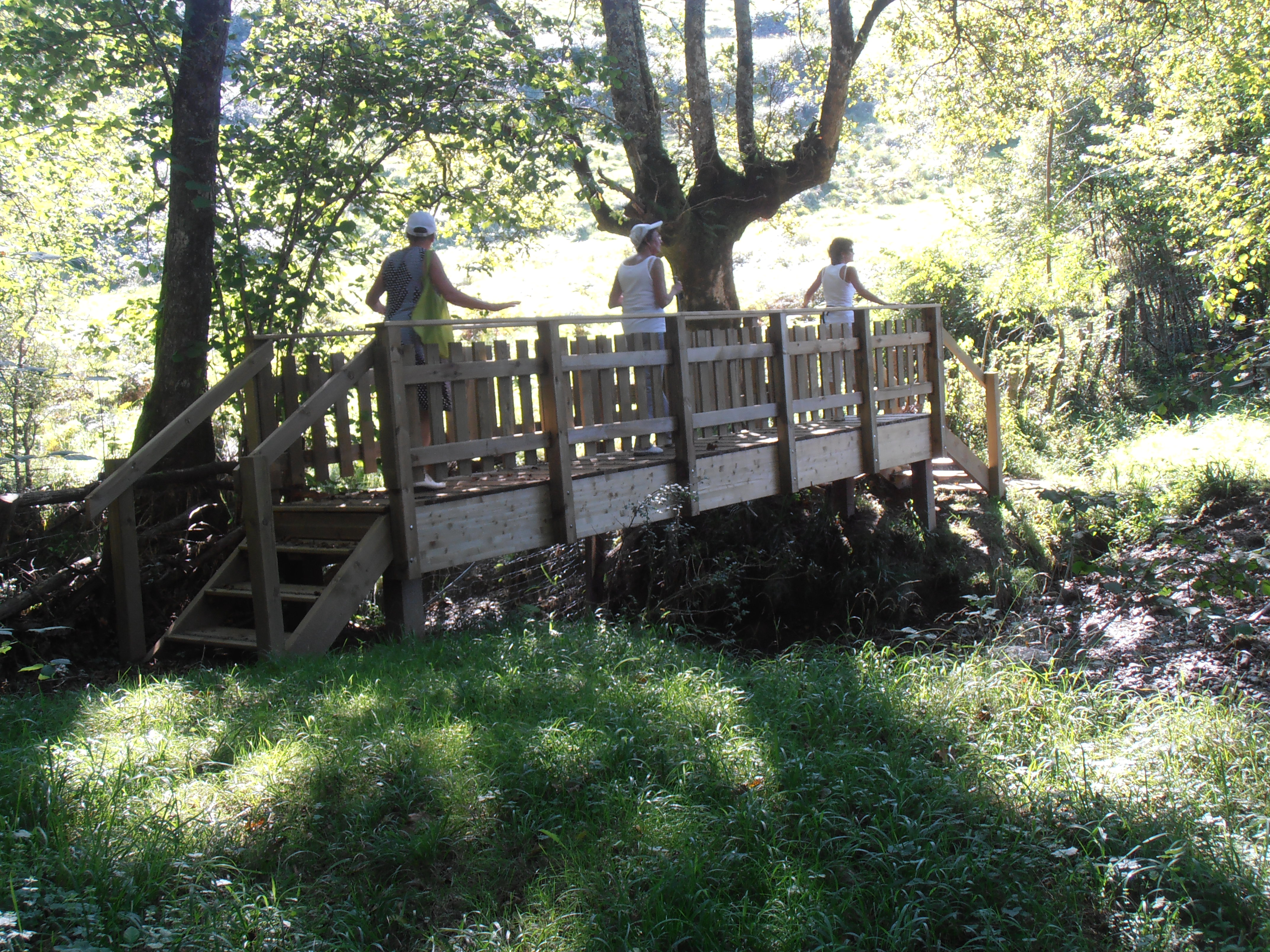
Passerelle franchissement ruisseau.
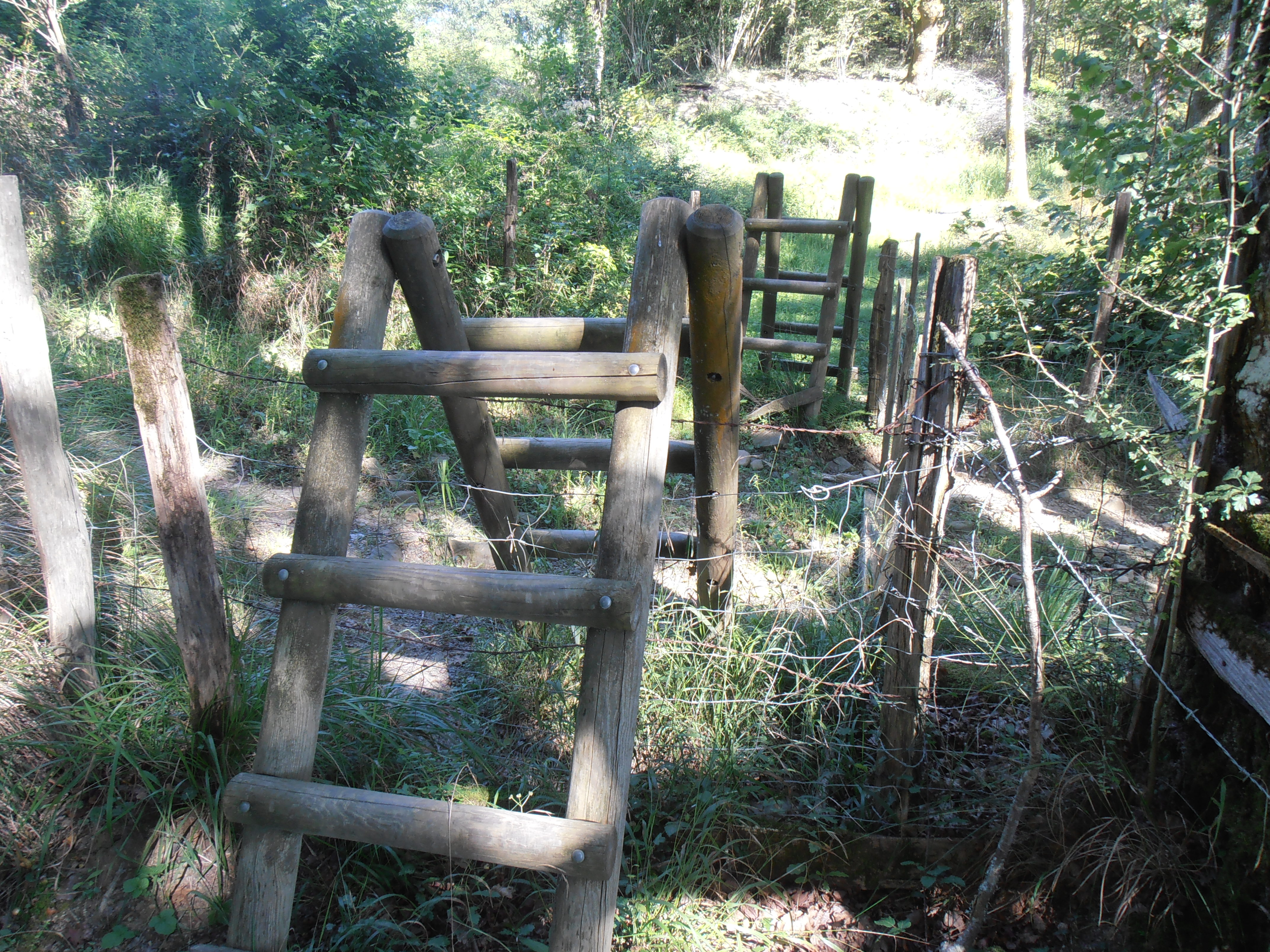
Franchissement barbelés.
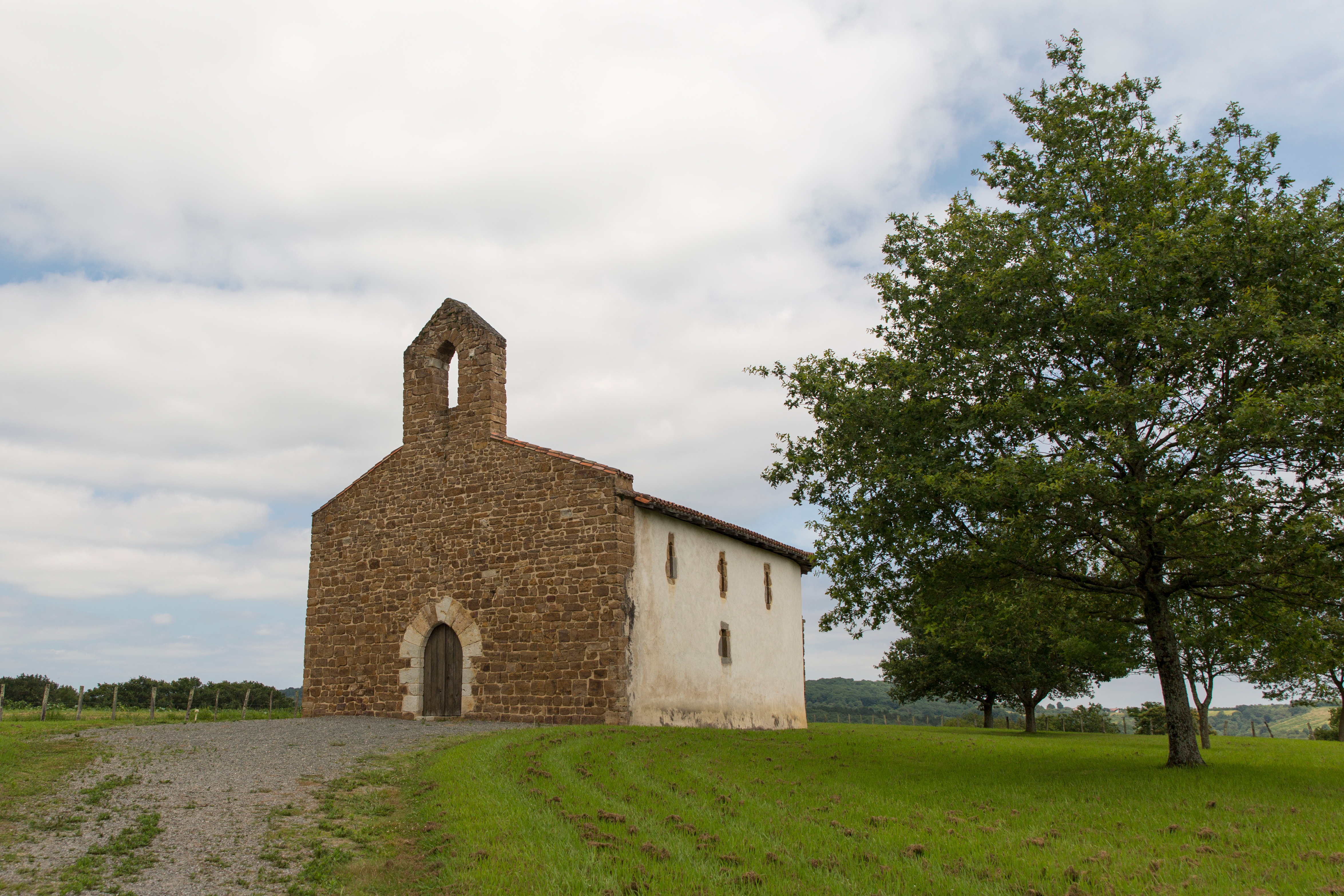
Chapelle Saint-Sauveur.
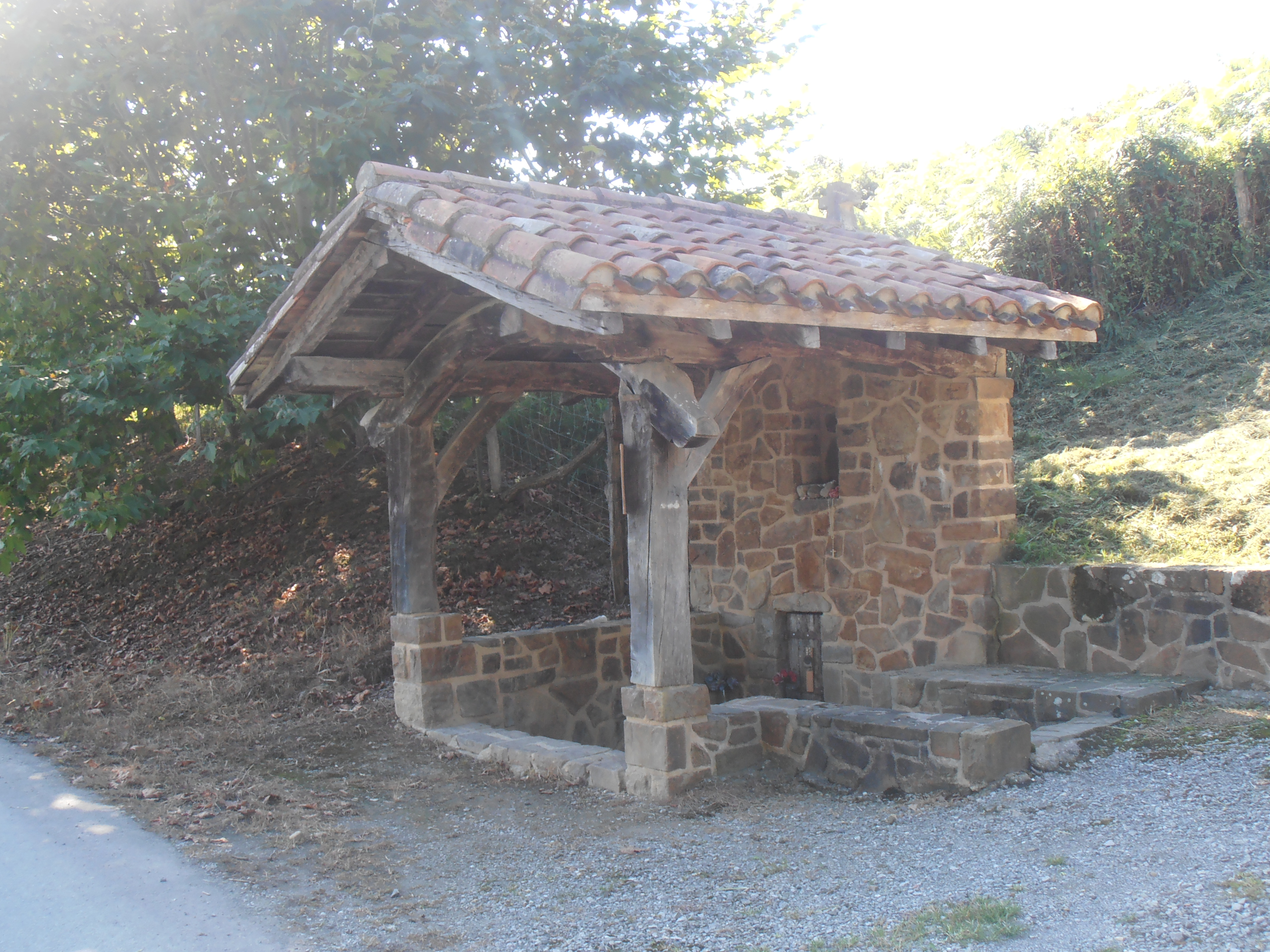
Fontaine à dévotion.

### Risques majeurs
Le territoire de la commune de Jatxou est vulnérable à différents aléas naturels : météorologiques (tempête, orage, neige, grand froid, canicule ou sécheresse), inondations, feux de forêts et séisme (sismicité modérée). Un site publié par le BRGM permet d'évaluer simplement et rapidement les risques d'un bien localisé soit par son adresse soit par le numéro de sa parcelle.
Certaines parties du territoire communal sont susceptibles d’être affectées par le risque d’inondation par une crue torrentielle ou à montée rapide de cours d'eau, notamment l'Ardanavy, la Nive et le ruisseau de Hillans. La commune a été reconnue en état de catastrophe naturelle au titre des dommages causés par les inondations et coulées de boue survenues en 1982, 1983, 1995 et 2009,.
Jatxou est exposée au risque de feu de forêt. En 2020, le premier plan de protection des forêts contre les incendies (PDPFCI) a été adopté pour la période 2020-2030. La réglementation des usages du feu à l’air libre et les obligations légales de débroussaillement dans le département des Pyrénées-Atlantiques font l'objet d'une consultation de public ouverte du 16 septembre au 7 octobre 2022,.

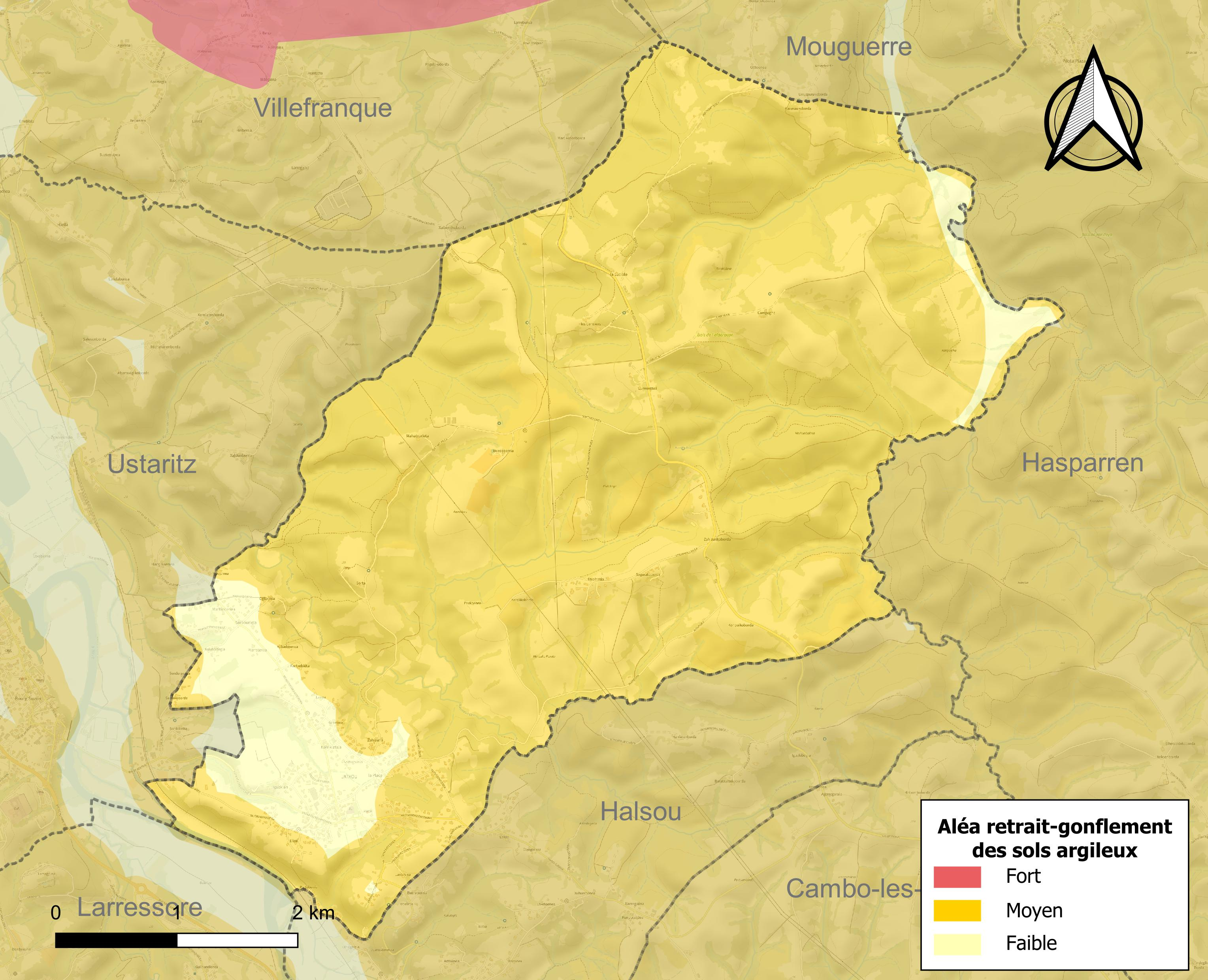
Carte des zones d'aléa retrait-gonflement des sols argileux de Jatxou.

Le retrait-gonflement des sols argileux est susceptible d'engendrer des dommages importants aux bâtiments en cas d’alternance de périodes de sécheresse et de pluie. 91,3 % de la superficie communale est en aléa moyen ou fort (59 % au niveau départemental et 48,5 % au niveau national). Depuis le 1er octobre 2020, en application de la loi ELAN, différentes contraintes s'imposent aux vendeurs, maîtres d'ouvrages ou constructeurs de biens situés dans une zone classée en aléa moyen ou fort,.

## Toponymie

### Attestations anciennes
Le toponyme Jatxou apparaît sous les formes
Jatsu (1249),
Jathsu et Jatsu (respectivement 1253 et 1264, cartulaire de Bayonne),
Jatsou (1686, collations du diocèse de Bayonne) et
Jatzu au XIXe siècle.

### Étymologie
Le toponyme signifie « lieu où le genêt abonde », itsas ou isats (genêt) suivi du suffixe -tzu (abondant). Tout comme les villages d'Ezkio-Itsaso, Itsasondo, Itxassou ou Itsaso ou Jaxu, on le retrouve un peu partout à travers le Pays basque.

### Graphie basque
Son nom basque actuel est Jatsu (ou Jatsu Lapurdi).

## Histoire
Jatxou était anciennement un quartier d'Ustaritz, situé au-delà de la Nive.
À la suite de la signature de l’armistice du 22 juin 1940, la commune de Jaxtou se trouvera en zone occupée à partir du 25 juin 1940, la ligne de démarcation traversant le département Basses-Pyrénées (Pyrénées-Atlantiques).

## Héraldique
| Blason de Jatxou | Blason  | Parti : au 1er d'or au lion de gueules tenant de la patte dextre un dard péri en barre du même, au 2e d'azur à la façade de chapelle du lieu d'argent, au clocheton du même ajouré du champ, portillé de tenné, le contour de l'ouverture maçonné de sable, la chapelle posée sur une champagne de sinople semée de points d'or sans ordre [fleurs de genêt]. |
| Blason de Jatxou | Détails | Le statut officiel du blason reste à déterminer. |

## Politique et administration

### Budget et fiscalité 2015
En 2015, le budget de la commune était constitué ainsi :
- total des produits de fonctionnement : 568 000 €, soit 500 € par habitant ;
- total des charges de fonctionnement : 524 000 €, soit 461 € par habitant ;
- total des ressources d’investissement : 581 000 €, soit 511 € par habitant ;
- total des emplois d’investissement : 449 000 €, soit 395 € par habitant ;
- endettement : 538 000 €, soit 474 € par habitant.

Avec les taux de fiscalité suivants :
- taxe d’habitation : 10,35 % ;
- taxe foncière sur les propriétés bâties : 5,36 % ;
- taxe foncière sur les propriétés non bâties : 20,33 % ;
- taxe additionnelle à la taxe foncière sur les propriétés non bâties : 0,00 % ;
- cotisation foncière des entreprises : 0,00 %.

### Liste des maires
| Période  | Période  | Identité        | Étiquette | Qualité |
| -------- | -------- | --------------- | --------- | ------- |
| 1983     | 2020     | Alain Castaing  | DVG       |         |
| mai 2020 | En cours | Marc Labeguerie |           |         |

### Intercommunalité
Jatxou fait partie de huit structures intercommunales :
- la communauté d'agglomération du Pays Basque ;
- le syndicat intercommunal pour la construction et la gestion d'établissements d'accueil pour personnes âgées Eliza-Hegi ;
- le syndicat d’énergie des Pyrénées-Atlantiques ;
- le syndicat intercommunal pour la gestion du centre Txakurrak ;
- le syndicat intercommunal pour le soutien à la culture basque ;
- le syndicat mixte d'alimentation en eau potable Ura ;
- le syndicat mixte d’assainissement collectif et non collectif URA (à la carte) ;
- le syndicat mixte du bassin versant de la Nive.

La commune adhère à l'Eurocité basque Bayonne - San Sebastian.

## Population et société

### Démographie
| 1793 | 1800 | 1806 | 1821 | 1831 | 1836 | 1841 | 1846 | 1851 |
| ---- | ---- | ---- | ---- | ---- | ---- | ---- | ---- | ---- |
| 387  | 347  | 397  | 408  | 404  | 403  | 439  | 414  | 412  |

| 1856 | 1861 | 1866 | 1872 | 1876 | 1881 | 1886 | 1891 | 1896 |
| ---- | ---- | ---- | ---- | ---- | ---- | ---- | ---- | ---- |
| 414  | 420  | 403  | 364  | 340  | 339  | 376  | 339  | 317  |

| 1901 | 1906 | 1911 | 1921 | 1926 | 1931 | 1936 | 1946 | 1954 |
| ---- | ---- | ---- | ---- | ---- | ---- | ---- | ---- | ---- |
| 348  | 360  | 330  | 318  | 314  | 325  | 299  | 326  | 313  |

| 1962 | 1968 | 1975 | 1982 | 1990 | 1999 | 2004 | 2006  | 2009  |
| ---- | ---- | ---- | ---- | ---- | ---- | ---- | ----- | ----- |
| 355  | 389  | 411  | 530  | 648  | 811  | 906  | 1 001 | 1 068 |

| 2014  | 2019  | 2022  | - | - | - | - | - | - |
| ----- | ----- | ----- | - | - | - | - | - | - |
| 1 126 | 1 168 | 1 258 | - | - | - | - | - | - |

## Économie
La commune fait partie de la zone AOC de production du piment d'Espelette et de celle de l'ossau-iraty.

## Culture locale et patrimoine

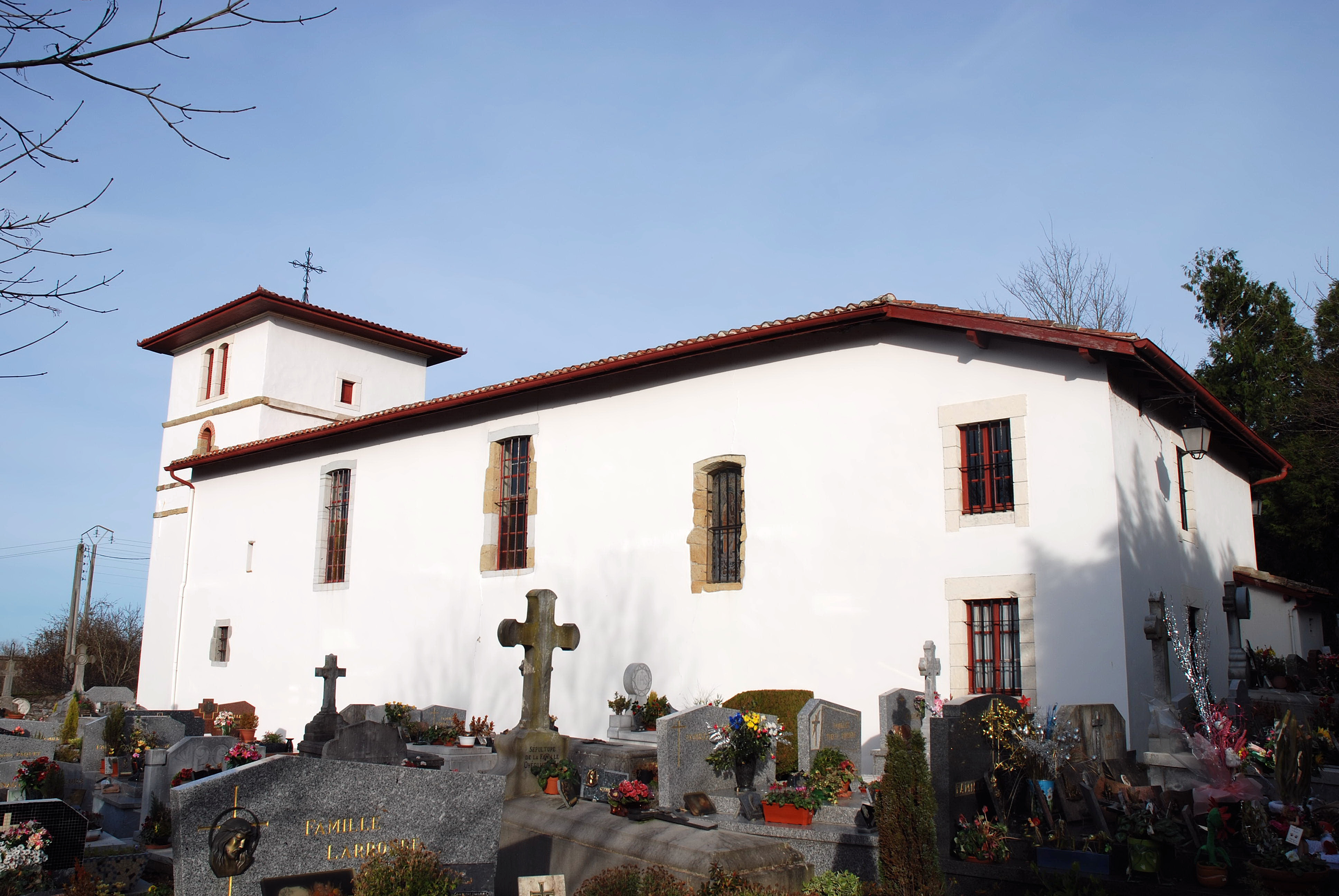
Église Saint-Sébastien[59].
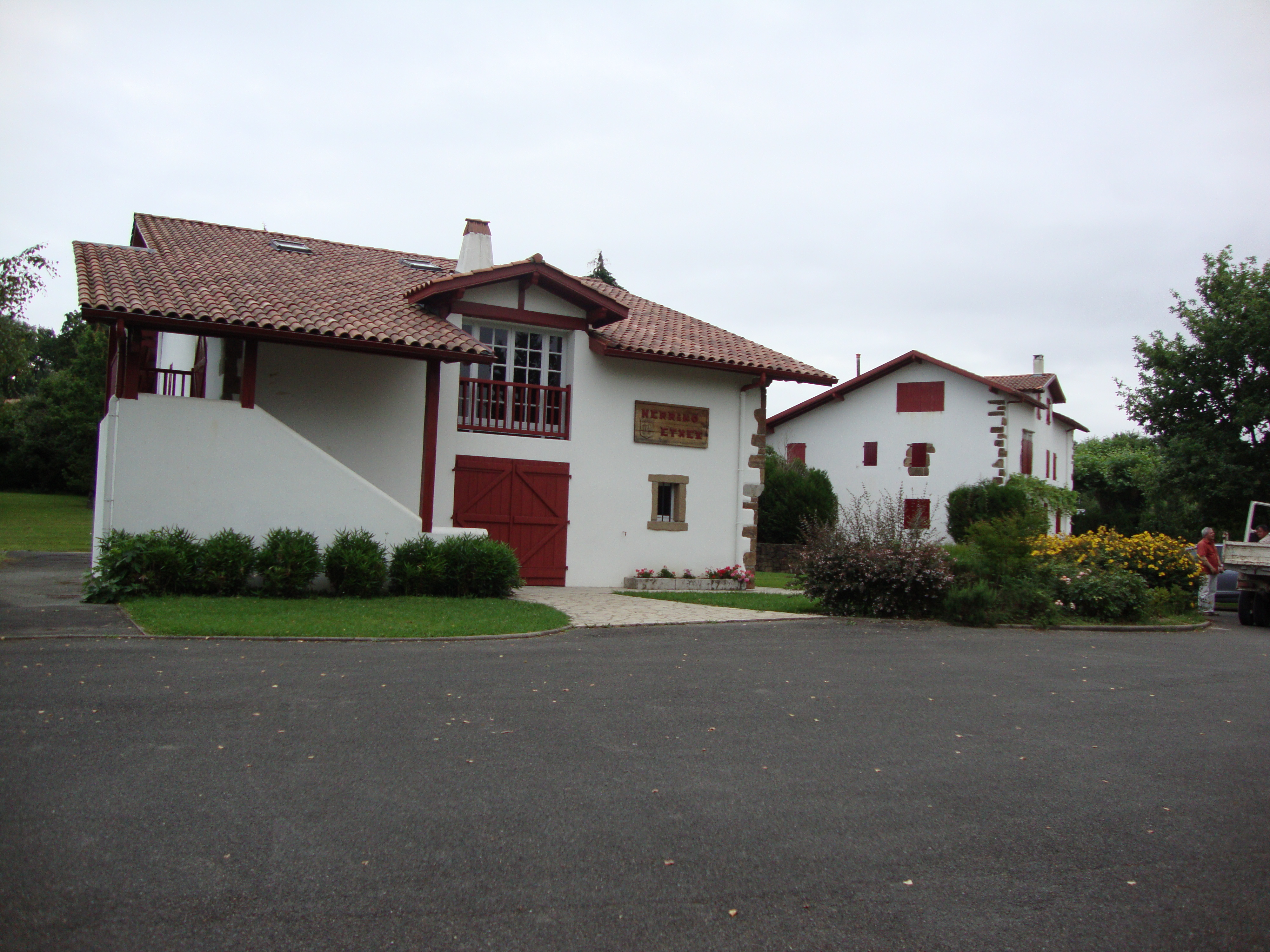
La mairie[60].
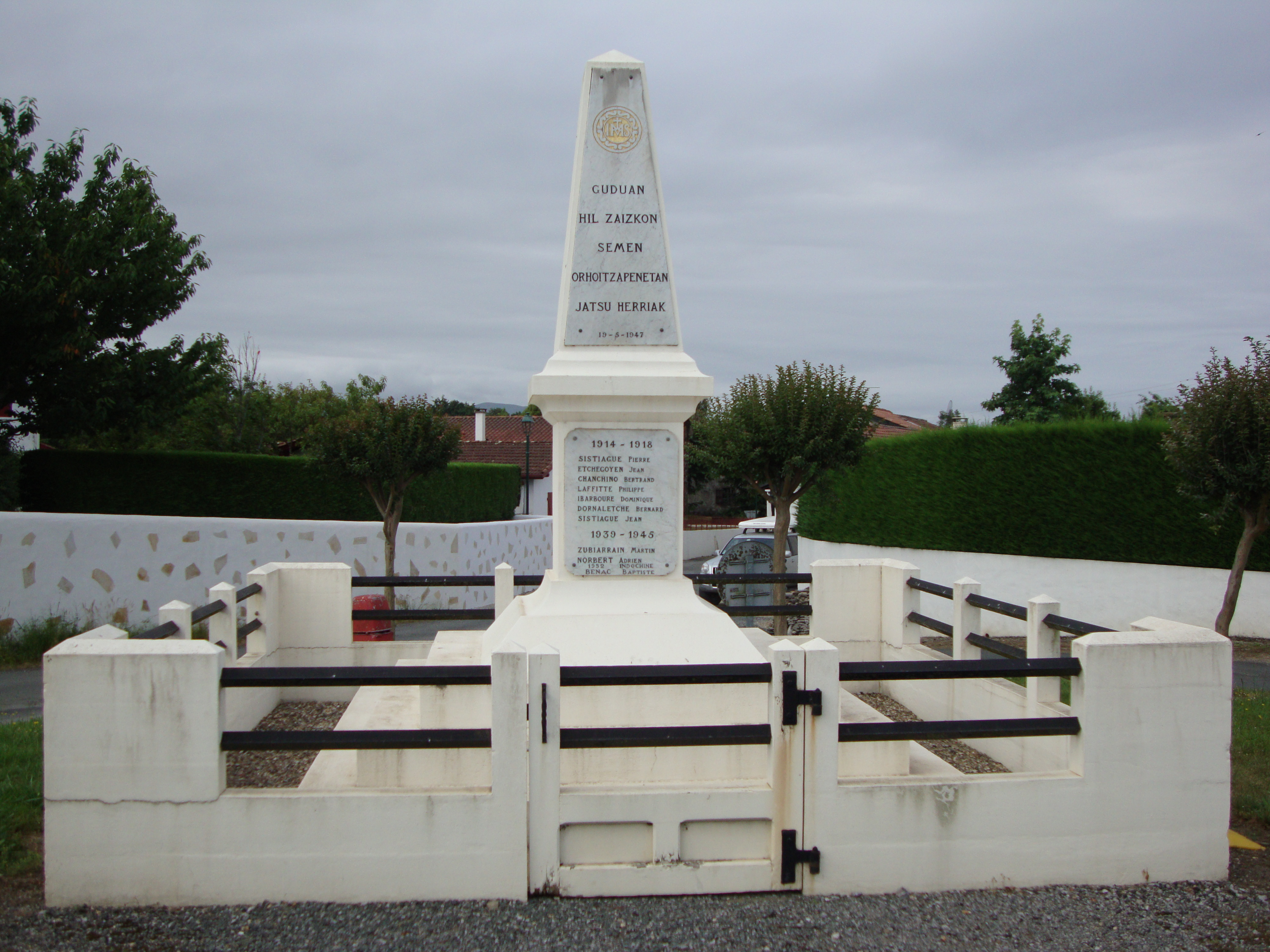
Le monument aux morts[61].

### Langues
D'après la Carte des Sept Provinces Basques éditée en 1863 par le prince Louis-Lucien Bonaparte, le dialecte basque parlé à Jatxou est le bas-navarrais occidental.

### Patrimoine civil
- Maison labourdine, lavoir rural[62], fronton (pelote basque)…

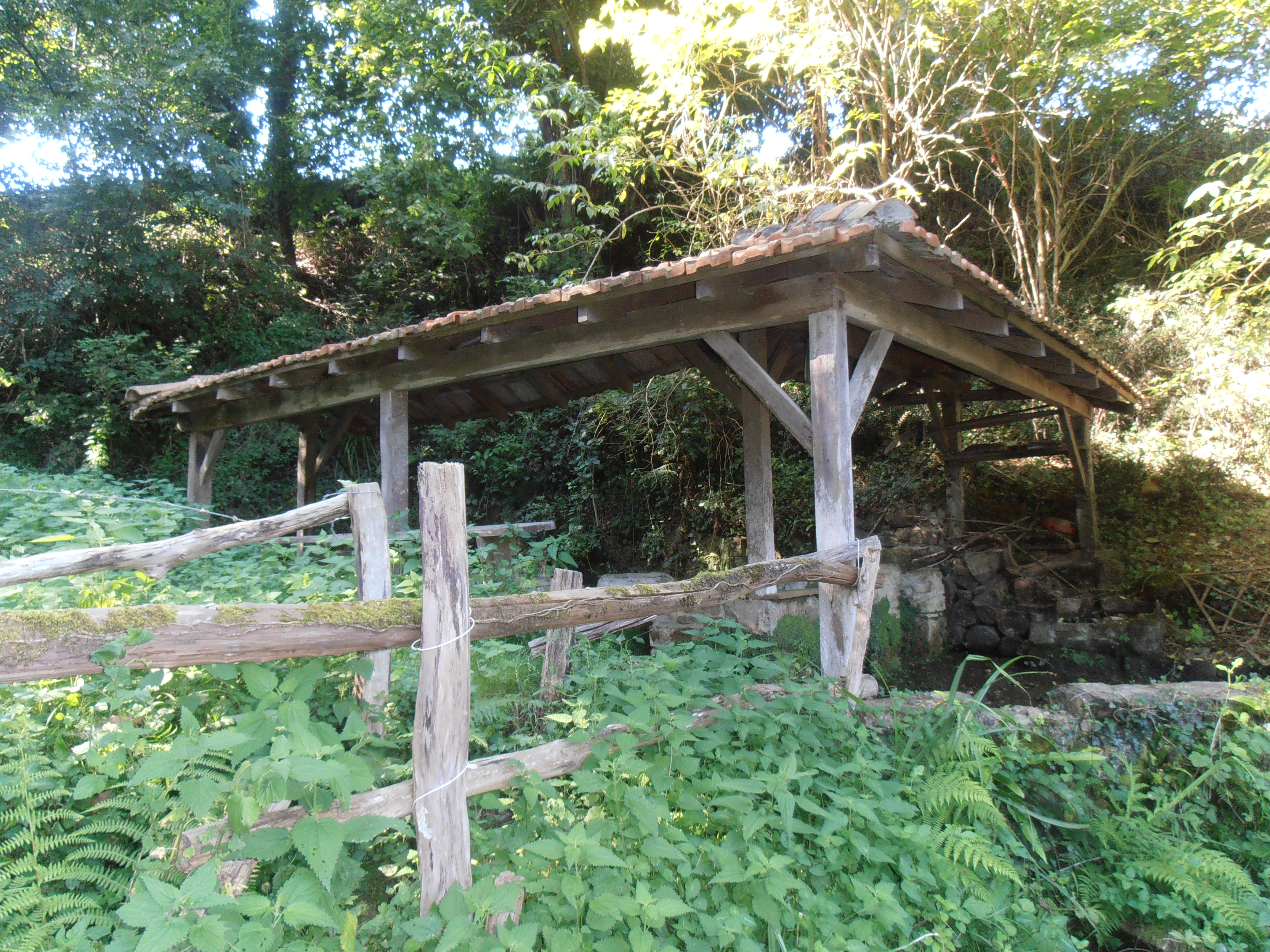
Lavoir rural.
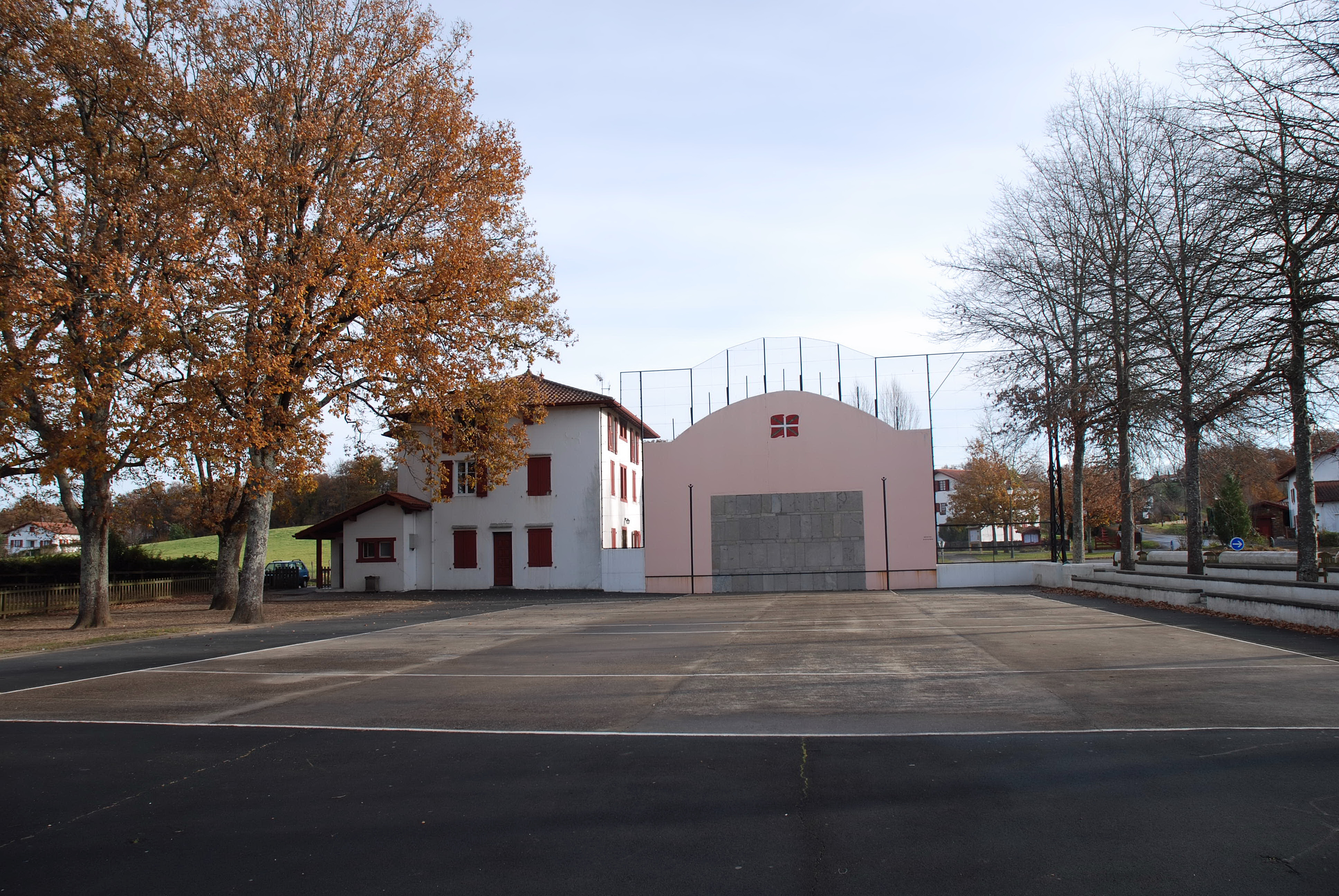
Le fronton place libre[63].

- Vers 1925, le pharmacien Lucien Richelet (1870-1950) fit construire la villa "La Marfée" (du nom d'une colline proche de sa ville natale de Sedan) par l'architecte néo-basque Henri Godbarge[64]. Cette villa existe toujours au lieu-dit "La Luciole", route des cimes.

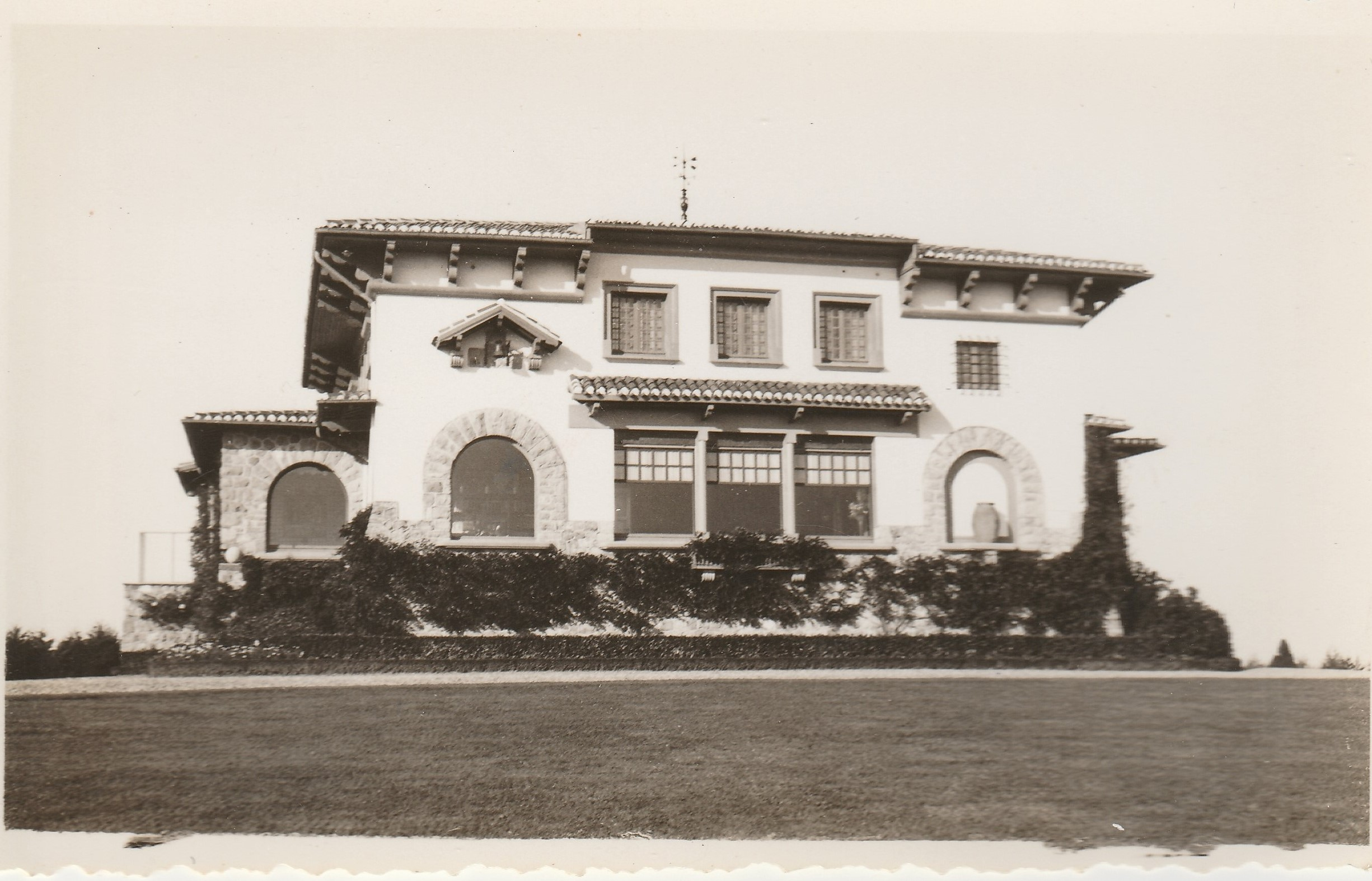
Villa "La Marfée" en 1937

### Patrimoine religieux
La chapelle Saint-Sauveur-de-Faldaracon, avec son retable et son très beau bénitier,, date du Moyen Âge. C'est un lieu de pèlerinage où, chaque année, une cérémonie y est organisée le lundi de Pentecôte.
La Fontaine à dévotion réputée pour ses vertus miraculeuses, à proximité de la chapelle Saint-Sauveur-de-Faldaracon.
De nombreuses stèles représentatives de l'art funéraire basque (stèle discoïdale, stèle tabulaire…).
L'église Saint-Sébastien, ancienne chapelle médiévale est une des plus belles églises labourdines. Elle recèle une peinture monumentale représentant les quatre évangélistes datant du XVIIe siècle et un ensemble  autel, gradin d'autel et tabernacle des XVIIe et XIXe siècles.
Une benoîterie réside près de l'église. Sa porte est surmontée de la mention seroraenea (maison de la benoîte).
|  |  |  |

|  |  |  |

## Équipements

### Enseignement
La commune dispose d'une école primaire. De plus, il y a une crèche privée.

### Sport
La commune dispose d'un trinquet, d'un fronton et d'un terrain de rugby.

## Personnalités liées à la commune
Durant la Seconde Guerre mondiale, Marie Uthurriague, de la congrégation des sœurs de Marie-Auxiliatrice, dirigeait l’orphelinat catholique Notre-Dame à Jatxou. Le 4 avril 2001, le Comité français pour Yad Vashem a décerné à Marie Uthurriague (sœur Saint-Jean) le titre de Juste parmi les nations,,. Au XXIe siècle, c'est un service social géré par l'association Notre-Dame et un conseil d'administration présidé par le maire de Jatxou.
En mai 1945, Hélène Richelet (1888-1970), épouse du créateur des laboratoires Richelet, est élue maire de Jatxou. Alors que les femmes ne votent que depuis un an, cette élection est saluée dans la presse comme « un succès électoral féminin ». Hélène Richelet demeurera maire de Jatxou pendant vingt-cinq ans et on lui doit de nombreuses réalisations : électrification de tous les écarts de la commune, adduction d'eau, rénovation du fronton et réfection de la voirie communale. Elle était chevalier de la Légion d'honneur et chevalier du Mérite agricole

## Pour approfondir